# Rue Puget
La rue Puget est une voie du 18e arrondissement de Paris, en France.

## Situation et accès
La rue Puget est une voie publique située dans le 18e arrondissement de Paris. Elle débute au 80, boulevard de Clichy et se termine au 11, rue Coustou.
Elle est située dans le quartier où ont été groupés des noms de sculpteurs.

## Origine du nom
Elle porte le nom du sculpteur, peintre, dessinateur et architecte français Pierre Puget (1620-1694).

## Historique
Un décret du 24 août 1864 donna à ce tronçon de l'ancienne « rue Amélie », précédemment située commune de Montmartre, le nom de « rue Puget ».

### Rue Amélie (Montmartre)
Ancêtre de la « rue Puget », la rue Amélie, située sur la commune de Montmartre, débutait à la barrière Blanche, à la jonction de la rue de l'Empereur et du boulevard Pigalle, et se terminait en impasse après avoir traversé la rue Florentine.
En raison de la confusion avec la rue Amélie située à Paris, elle prend le nom de « rue Puget » après l'annexion de la commune de Montmartre à Paris.